# 155 (liczba)
155 (sto pięćdziesiąt pięć) – liczba naturalna następująca po 154 i poprzedzająca 156.

## W matematyce
- 155 jest liczbą bezkwadratową[1]
- 155 jest liczbą Ulama[2]
- 155 jest palindromem liczbowym, czyli może być czytana w obu kierunkach, w pozycyjnym systemie liczbowym o bazie 11 (131)
- 155 należy do pięciu trójek pitagorejskich (93, 124, 155), (155, 372, 403), (155, 468, 493), (155, 2400, 2405), (155, 12012, 12013).

## W nauce
- liczba atomowa unpentpentium (niezsyntetyzowany pierwiastek chemiczny)
- galaktyka NGC 155
- planetoida (155) Scylla
- kometa krótkookresowa 155P/Shoemaker

## W kalendarzu
155. dniem w roku jest 4 czerwca (w latach przestępnych jest to 3 czerwca). Zobacz też co wydarzyło się w roku 155, oraz w roku 155 p.n.e.